# 金達玄
金 達玄（金 達鉉、キム・ダルヒョン、朝鮮語: 김달현、1941年1月1日 - 2000年8月）は、朝鮮民主主義人民共和国の政治家。政務院総理代行、朝鮮労働党中央委員会政治局委員候補、国家計画委員長などを歴任。北朝鮮の初代最高指導者・金日成のおい。二代最高指導者・金正日に粛清され、2000年に自殺した。

## 経歴
1941年に日本統治下の平安南道に生まれた。北朝鮮の初代最高指導者・金日成はおじ。金日成総合大学、モスクワ大学を卒業し、アルバニアにも留学した。1977年に36歳の若さで国家科学院副院長に就任し、1982年に最高人民会議第7期代議員に選出された。1987年に政務院科学・軽工業委員会委員長を経て、1988年2月に国家計画委員長に就任した。3月に朝鮮労働党中央委員会委員。1988年に対外経済委員会委員長、朝鮮国際合弁総会社理事長、貿易部長を兼任。同年に開催されたソウルオリンピックに刺激を受けた金日成主席に経済改革について助言を行い、東欧革命が発生した際には中国の改革開放の議論を提起した。1990年より政務院副総理に就任した。1992年には金日成の強い反対を押し切って経済視察のため大韓民国の首都であるソウルを訪問し、盧泰愚大統領と会談した。同年12月に政務院総理に指名された姜成山が病気のため倒れると、金日成によって総理代行に指名された。就任後には経済を立て直すため、軍需部門の電力を肥料工場などの民需部門に回すように指示したが、金正日書記（当時）の側近である全秉浩軍需工業部長が従わずに叶わなかったが、その後も食糧問題などについて提議したため金正日が激怒。1993年に国家計画委員長を解任され、咸鏡南道にある2・8ビナロン連合企業所の支配人に左遷された。2000年に金正日の報復により、金達玄の政敵であった延亨黙（元政務院総理）が検閲に訪れると知り、自殺した。

## 人物
おじの金日成からの評価が高く、「わが国に金達玄ほど有能な経済幹部はいない。」と言われるほどで、経済問題では常に達玄に相談するなど特に信頼が厚かったとされる。そのことに嫉妬した金正日によって「労働者階級の裏切り者」と糾弾されて左遷されたという。盧泰愚の回顧録にも「金元副総理は、北朝鮮の厳しい状況を打ち明ける事が出来た人物で、ムチよりもアメが通じる人物であると判断した」と記述され、改革派であったことがわかる。